# 石川博一
石川 博一（いしかわ ひろかず、1935年10月3日 - ）は、日本の経営者。三井生命保険社長を務めた。

## 来歴・人物
愛知県出身。1966年に慶應義塾大学経済学部を卒業し、同年に三井銀行に入行。1994年6月に取締役に就任し、1997年6月に常務を経て、2000年4月に副頭取に就任。2002年7月に三井生命保険会長に就任。2009年4月に辞任し、顧問に退く。